# Raimund Fastenbauer
Raimund Fastenbauer (* 1950 in Wien) war von 2006 bis 2019 Generalsekretär des Bundesverbandes der Israelitischen Kultusgemeinden in Österreich und Generalsekretär für jüdische Angelegenheiten der Israelitischen Kultusgemeinde Wien.

## Leben
Raimund Fastenbauer studierte Judaistik und Politische Wissenschaften an der Universität Wien und Betriebswirtschaft an der Wirtschaftsuniversität Wien, wo er sein Studium mit dem Magister der Sozial- und Wirtschaftswissenschaften 1975 abschloss. 2018 erwarb er den Dr. phil. der Universität Wien mit einer von Klaus Davidowicz und Ednan Aslan betreuten Dissertation.
Nach jahrzehntelanger Tätigkeit in der Privatwirtschaft wurde Fastenbauer 2006 zum Generalsekretär der Israelitischen Kultusgemeinde Wien für jüdische Angelegenheiten gewählt, nachdem er bereits viele Jahre dem Kultusrat (Vorstand) der Wiener jüdischen Gemeinde als Mandatar angehört hatte. Er gehört auch zu den Gründungsmitgliedern des Schulvereins der Zwi-Peres-Chajes Schule und war jahrelang stellvertretender Vorsitzender dieses Vereins.
Fastenbauer ist im Vorstand des Mauthausen Komitee Österreich.  
Fastenbauer engagiert sich im Rahmen der Bnai Brith und der Kultusgemeinde Wien seit vielen Jahren insbesondere im Kampf gegen alte und neue Formen des Antisemitismus und der Hetze gegen Israel. In diesem Zusammenhang gehört er zum Autorenteam von Mena-Watch. Des Weiteren beschäftigt er sich mit dem interkonfessionellen Dialog und war als Lehrbeauftragter am Institut für islamische Religionspädagogik tätig. Seit 2018 ist er Vortragender bei Seminaren des Österreichischen Integrationsfonds.
Raimund Fastenbauer ist verheiratet und Vater von zwei Kindern.

## Schriften
- Österreichs Schulterschluss gegen Israel. In: Die Gemeinde. Offizielles Organ der Israelitischen Kultusgemeinde Wien, Juni/Juli 2002.
- Die Bedeutung der Bestattung von Juden entsprechend den religiösen Vorschriften. In: Das Drama Südostwallbau am Beispiel Rechnitz – Taten, Daten, Fakten, Folgen (= Burgenländische Forschungen, Bd. 98). Burgenländisches Landesarchiv, Eisenstadt 2008, S. 50–53.
- Die geistige Krise des Zionismus. In: Brigitte Bailer-Galanda (Hrsg.): Israel – Geschichte und Gegenwart. Braumüller-Universitäts-Verlagsbuchhandlung, Wien 2009, ISBN 978-3-7003-1695-4, S. 29–43.
- Die jüdische Gemeinde in Österreich. In: Europa Ethnica, Jg. 68 (2011), Heft 3–4 mit dem Themenschwerpunkt Jüdische Diaspora, S. 73–76.
- Am Beispiel der IKG. Die Rolle von Religionsgemeinschaften als Takt- und Ratgeber, aber auch Betroffene der Politik. In: Thomas Köhler, Christian Mertens (Hrsg.): Jahrbuch für politische Beratung 2010/2011. Eine klassische Alternative. Böhlau Verlag, Wien 2012, ISBN 978-3-205-78562-0.
- Islamic Antisemitism: Jews in the Qu'ran, Reflections of European Antisemitism, Political Anti-Zionism: Common Codes and Differences. In: Armin Lange, Kerstin Mayerhofer, Dina Porat, Lawrence H. Schiffman (Hrsg.): An End to Antisemitism! Band 2: Confronting antisemitism in Christianity, Islam, and Judaism. De Gruyter, Berlin 2020, ISBN 978-3-11-058242-0, S. 279–300.
- Jud, Jahudi oder Zionist – Der ausgegrenzte Feind, antisemitische Motive und moderner Antizionismus in Europa und der islamischen Welt. Brill/Ferdinand Schöningh, Paderborn 2021, ISBN 978-3-506-76070-8.
- Vergessene Tragödie: Die jüdische „Nakba“. Die Vertreibung der Juden aus den arabischen Ländern und dem Iran (= Edition Mena-Watch, Nr. 6). Mena-Watch, Wien 2024.
- Ein Neuanfang. Geschichte der Israelitischen Kultusgemeinde Wien von 1945 bis 2012, zwei Bände. V&R unipress, Göttingen 2024, ISBN 978-3-8471-1715-5.